# Tōshi-jima
Tōshi-jima (en japonés: 答志島) es una isla situada frente a la costa de Toba, en el país asiático de Japón. Es la mayor de las islas periféricas de Toba.
Sus principales industrias son la pesca, la acuicultura y el turismo. Posee una superficie estimada en 6,98 km² y tenía 2.981 habitantes en el año 2000.

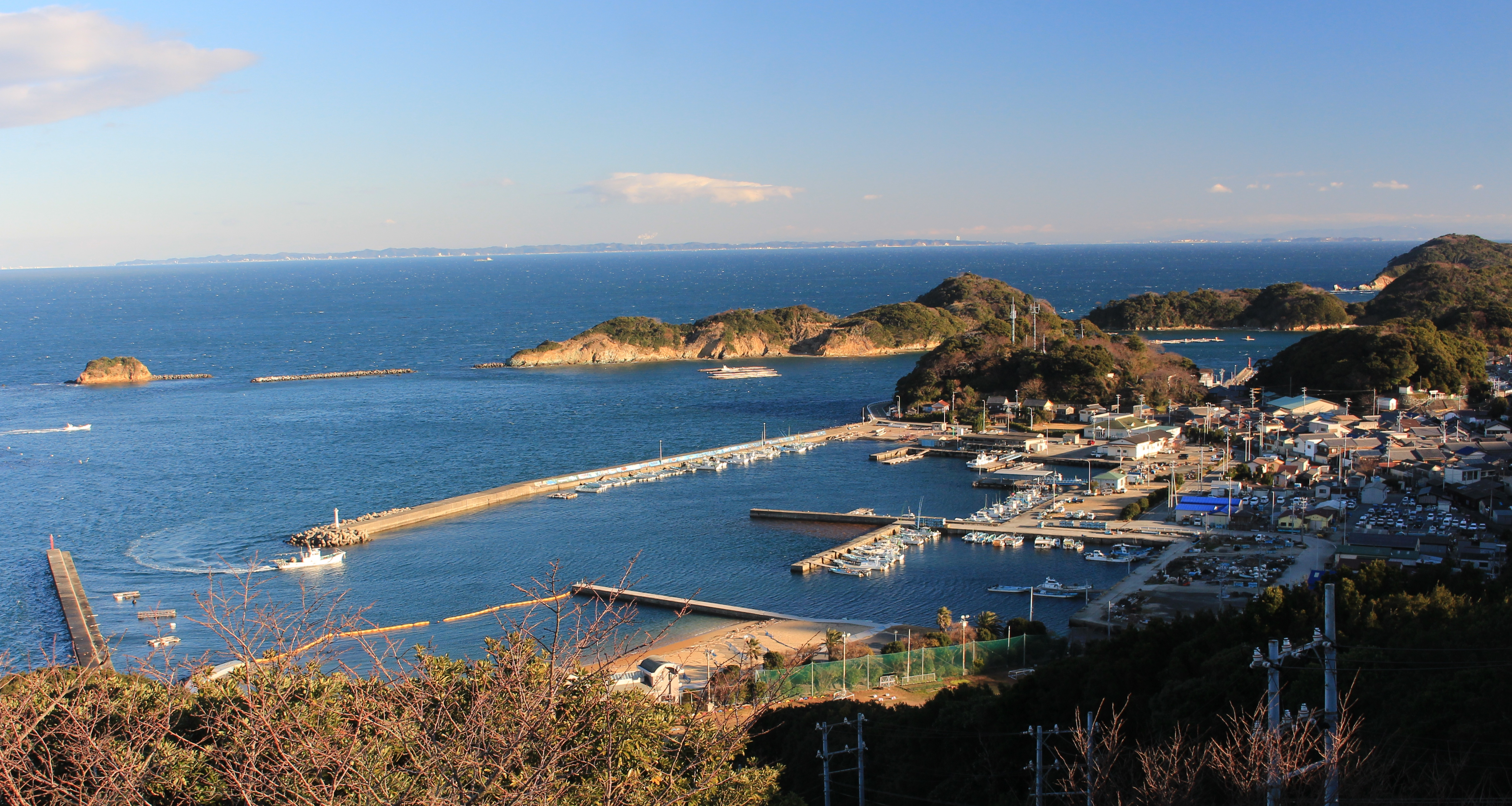
Puerto de Momotori
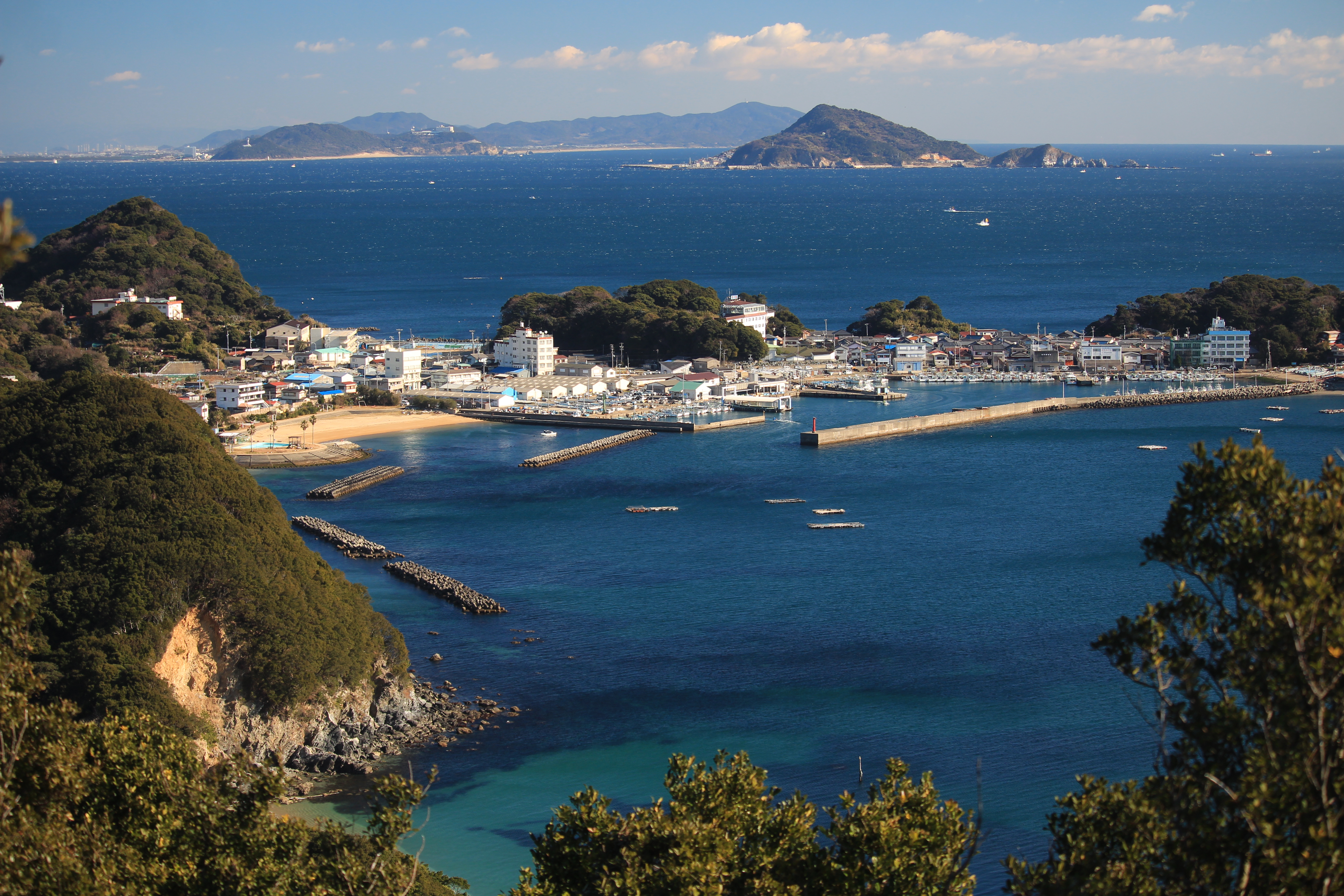
Puerto de Wagu
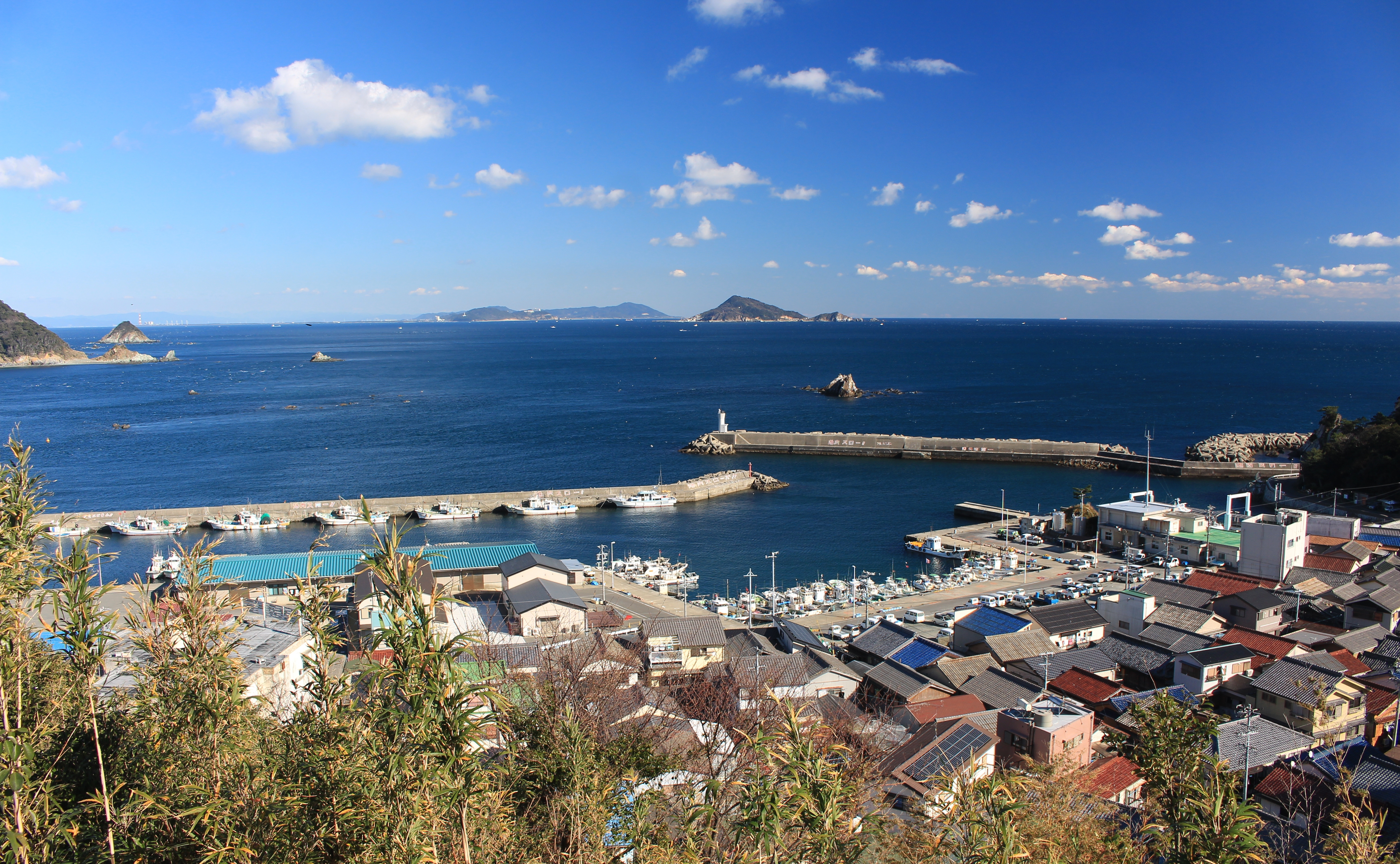
Puerto de Tōshi